# Galeria i Ośrodek Plastycznej Twórczości Dziecka w Toruniu
Galeria i Ośrodek Plastycznej Twórczości Dziecka w Toruniu – samorządowa instytucja kultury powstała w 1964 roku. Celem Galerii jest rozwój edukacji plastycznej wśród dzieci. Siedziba galerii mieści się przy Rynku Nowomiejskim 17 w Toruniu. Galeria posiada również filię, z siedzibą przy ul. Tadeusza Kościuszki 75/77.
W 1980 roku Galeria i Ośrodek Plastycznej Twórczości Dziecka została uhonorowana Nagrodą Prezesa Rady Ministrów. W 2003 roku otrzymała Nagrodę Prezydenta Rzeczypospolitej Polskiej „Sztuka Młodym”. W 2013 roku otrzymała srebrny medal „Zasłużony Kulturze Gloria Artis”.
1 kwietnia 2014 roku Galeria i Ośrodek Plastycznej Twórczości Dziecka obchodziła 50-lecie swojego istnienia. W tym samym roku Galeria otrzymała Medal Honorowy za zasługi dla Województwa Kujawsko-Pomorskiego.